# Kerry Godliman
Kerry Godliman (Ealing, 17 novembre 1973) è un'attrice e comica britannica. È nota soprattutto per l'interpretazione di Hannah nella serie televisiva Derek ideata da Ricky Gervais, oltre che per aver recitato nelle serie televisive Spoons, Rush Hour e Home Time.

## Filmografia

### Cinema
- Resurrecting Bill, regia di Faye Jackson (2000)
- Affittasi camera (Room to Rent), regia di Khalid Al-Haggar (2000)
- Fourteen - Un anno dopo (Ashes and Sand), regia di Bob Blagden (2003)
- Hard to Swallow, regia di Mat Kirkby (2007) – cortometraggio

### Televisione
- Casualty – serie TV, episodio 13x09 (1998)
- The Knock – serie TV, episodio 4x04 (1999)
- Men Only, regia di Peter Webber – film TV (2001)
- Murder in Mind – serie TV, episodio 3x04 (2003)
- Holby City – serie TV, episodio 5x45 (2003)
- Metropolitan Police (The Bill) – serie TV, episodio 20x01 (2004)
- My Hero – serie TV, episodio 5x01 (2005)
- The Quatermass Experiment, regia di Sam Miller – film TV (2005)
- Spoons – serie TV, 6 episodi (2005)
- Rush Hour – serie TV, 6 episodi (2007)
- Extras – serie TV, 1 episodio (2007)
- Poppy Shakespeare, regia di Benjamin Ross – film TV (2008)
- Doctors – serial TV, puntata 10x215 (2009)
- Home Time – serie TV, 6 episodi (2009)
- Little Bundle of Laughs – serie TV (2010)
- Some Dogs Bite, regia di Marc Munden – film TV (2010)
- Miranda – serie TV, episodio 2x01 (2010)
- Silk – serie TV, episodio 1x02 (2011)
- Life's Too Short – serie TV, episodio 1x04 (2011)
- White Van Man – serie TV, episodio 2x06 (2012)
- Dead Boss – serie TV, episodio 1x01 (2012)
- Getting On – serie TV, episodio 3x02 (2012)
- Derek – serie TV, 14 episodi (2012-2014)
- Our Girl, regia di David Drury – film TV (2013)
- Save Me – serie TV (2018-in corso)
- After Life – serie TV (2019-2022)
- Treadstone – serie TV, episodi 1x1-1x6 (2019)
- I misteri di Whitstable Pearl (Whitstable Pearl) – serie TV (2021)